# عصب زیرزبانی
عصب زیرزبانی (به انگلیسی: Hypoglossal nerve) این عصب، زوج دوازده مغزی است که تنها عملکرد حرکتی دارد. عصب زیرزبانی از هسته هیپوگلوسال در پیاز نخاع مبدا می گیرد و عضلات درونی و بیرونی زبان را عصب رسانی می کند.